# Брежинский, Михаил Петрович
Михаил Петрович Брежинский — русский полководец, полковник артиллерии. Георгиевский кавалер, участник Отечественной войны 1812 года.

## Биография
Родился 23 октября 1787 года. Происходил из польского дворянского рода. Брат Семёна и Андрея Брежинских.
В 1808 году поступил на военную службу. Участвовал в Отечественной войне 1812 года. 16 июля 1828 года назначен командиром 6-й артиллерийской бригады 6-й пехотной дивизии Русской императорской армии. В должности пробыл до 11 февраля 1829 года.
Был женат на Марии Степановне Чемесовой. 25 декабря 1833 года награждён орденом Святого Георгия IV степени.
Умер 6 июля 1859 года в Тихоновой пустыни. Похоронен там же. В советский период его могила была утрачена.